# Ernest Terreau
Ernest Terreau (né le 31 mai 1908 à Auxy et mort le 19 février 1983 dans le XIVe arrondissement de Paris) est un coureur cycliste français. Spécialiste du demi-fond, il a été champion de France de cette discipline en 1937, 1941 et 1943 et vice-champion du monde en 1937.

## Palmarès sur route
- 1932
  - Circuit de Saône-et-Loire
  - Critérium des As
  - 2e du Criterium du Midi
- 1933
  - 3e du Critérium des As
- 1934
  - Bordeaux-Saintes
  - 3e du Circuit de l'Indre
- 1935
  - Critérium des As
- 1936
  - Critérium des As

## Palmarès sur piste

### Championnats du monde
- Copenhague 1937
  -  Médaillé d'argent du demi-fond

### Championnats de France
- 1936
  - 2e du demi-fond
- 1937
  -  Champion de France de demi-fond
- 1941
  -  Champion de France de demi-fond
- 1943
  -  Champion de France de demi-fond

### Grand Prix
- Grand Prix de Noël : 1935
- Grand Prix de l'UVF de demi-fond : 1938[1]
- Grand Prix d'Auteuil : 1943